# Jean Erussard
Jean Erussard (Lanhélin, 17 maggio 1924 – Combourg, 28 aprile 2006) è stato un ciclista su strada francese.

## Carriera
Professionista dal 1949 al 1954, Durante la stagione 1948 si distinse vincendo il campionato di Bretagna e il campionato dilettantistico di Francia. È poi diventato professionista con la squadra Mercier-BP-Hutchinson, nella quale ha corso per tutta la carriera professionistica. Con questa squadra vinse una tappa del Tour de l'Ouest nel 1950 e nel 1952. 

## Palmarès
- 1950

7a tappa Tour de l'Ouest
- 1952

5a tappa Tour de l'Ouest